# İsmail Ogan
İsmail Ogan (5. března 1933 – 26. dubna 2022) byl turecký zápasník, olympijský vítěz z roku 1964.

## Sportovní kariéra
Narodil se v obci Macun v provincii Antalya do rodiny kočovného pastevce. Od mala se věnoval tradičnímu tureckému zápasu karakucak. V mladí si přivydělával zápasením za peníze (vypomáhal rodině) na svatbach v populárním olejovém zápase (yağlı güreş). Měl přezdívku Çürük Pehlivan. V 19 letech narukoval do armády v Yozgatu, kde se seznámil s pravidly olympijského volného stylu. Jako četník působil i Ankaře a Batmanu. Amatérskému volnému stylu se však nemohl věnovat, protože potřeboval finančně podporovat rodinu. Nadále vydělával peníze zápasením jako profesionál na svatbách a turnajích v olejovém zápase.
V roce 1955 pořádalo město Elmalı velký turnaj v olejovém zápase, na kterém zvítězil. Na turnaji byli přítomní i členové národního olympijského týmu v čele s Yaşarem Doğu. Doğu mu jako vítězi nabídl střetnutí s jeho nejlepším zápasníkem İsmetem Atlım. Souboj s Atlim vyhrál a dostal pozvánku do reprezentace, kterou dlouho zvažoval. K přesunu do tréninkového střediska v Ankaře ho přesvědčil až guvernér provincie Antalya na prosbu Yaşara Doğu. V turecké volnostylařské reprezentaci se poprvé objevil v roce 1957 ve velterové váze do 73 kg.
V roce 1960 startoval na olympijských hrách v Římě. Hned v úvodním kole porazil na technické body favorizovaného Gruzínce Vachtanga Balavadzeho ze Sovětského svazu. V dalších kolech měl hratelné soupeře. V pátém kole vyřadil Japonce Yutaku Kaneka a zůstal v soutěži se suverénním Američanem Douglasem Blubaughem a Pákistáncem Muhammadem Bašírem. V tříčlenném finále nejprve porazil na technické body Pákistánce Bašíra, ale na Američana Blubaugha recept nenašel. Jako jediný v celém olympijském turnaji s ním však neprohrál před časovým limitem na lopatky. Získal stříbrnou olympijskou medaili.
Od roku 1961 přestoupil do vyšší váhy do 78 (79) kg, ve které se dlouho výsledkově hledal. V roce 1964 však přijel na olympijské hry v Tokiu ve výborné formě. V prvních čtyřech kolech ztratil pouze 2 negativní klasifikační body a v pátém kole remizoval zápas s Gruzíncem Guramem Sagaradzem ze Sovětského svazu. Po pátém kole s nimi zůstal v soutěži pouze Íránec Mohammadalí Sanatkarán. V tříčlenném finále nejprve Sagaradze se Sanatkaránem zápas remizoval. To již věděl, že mu díky nižší hmotnosti se Sagradzem stačí s Íráncem také remizovat. Taktický plán dotáhl úspěšně do konce a za vyrovnaného stavu se Sagaradzem v počtu šesti negativních klasifikačních bodů a vzájemné remíze, získal zlatou olympijskou medaili díky nižší hmotnosti na předturnajovém vážení.
Sportovní kariéru ukončil v roce 1965. Věnoval se trenérské práci v Antalyi. Žil s manželkou nedaleko Antalye v Seriku.

## Výsledky

### Volný styl
| Turnaj            | 1957 | 1958 | 1959 | 1960 | 1961 | 1962 | 1963 | 1964 |
| Turnaj            | 24   | 25   | 26   | 27   | 28   | 29   | 30   | 31   |
| Turnaj            | −73  | −73  | −73  | −73  | −79  | −78  | −78  | −78  |
| ----------------- | ---- | ---- | ---- | ---- | ---- | ---- | ---- | ---- |
| Olympijské hry    |      |      |      | 2.   |      |      |      | 1.   |
| Mistrovství světa | 2.   |      | 3.   |      | 4.   | úč.  | 3.   |      |